# Осбер, Альфонс
Альфо́нс Осбе́р (фр. Alphonse Osbert) — французский художник-символист.

## Жизнь и творчество
Родился в зажиточной семье. Обучался рисованию в парижской Школе изящных искусств у таких мастеров, как Леман, Кормон и Бонна. В этот период Осбер находился под сильным влиянием испанской живописи, его работы написаны в манере Хосе Риберы. Позднее, под влиянием работ Пюви де Шаванна, Сеона и Сёра пишет в более светлых тонах. К этому же времени художник становится убеждённым символистом с выбором характерной для символистских полотен того времени тематики — картины Осбера заселяют музы в колышущихся одеждах, на фоне вечернего идиллического античного пейзажа. Работы Осбера неоднократно выставлялись в парижском «Салоне Роза + Крест».

## Галерея

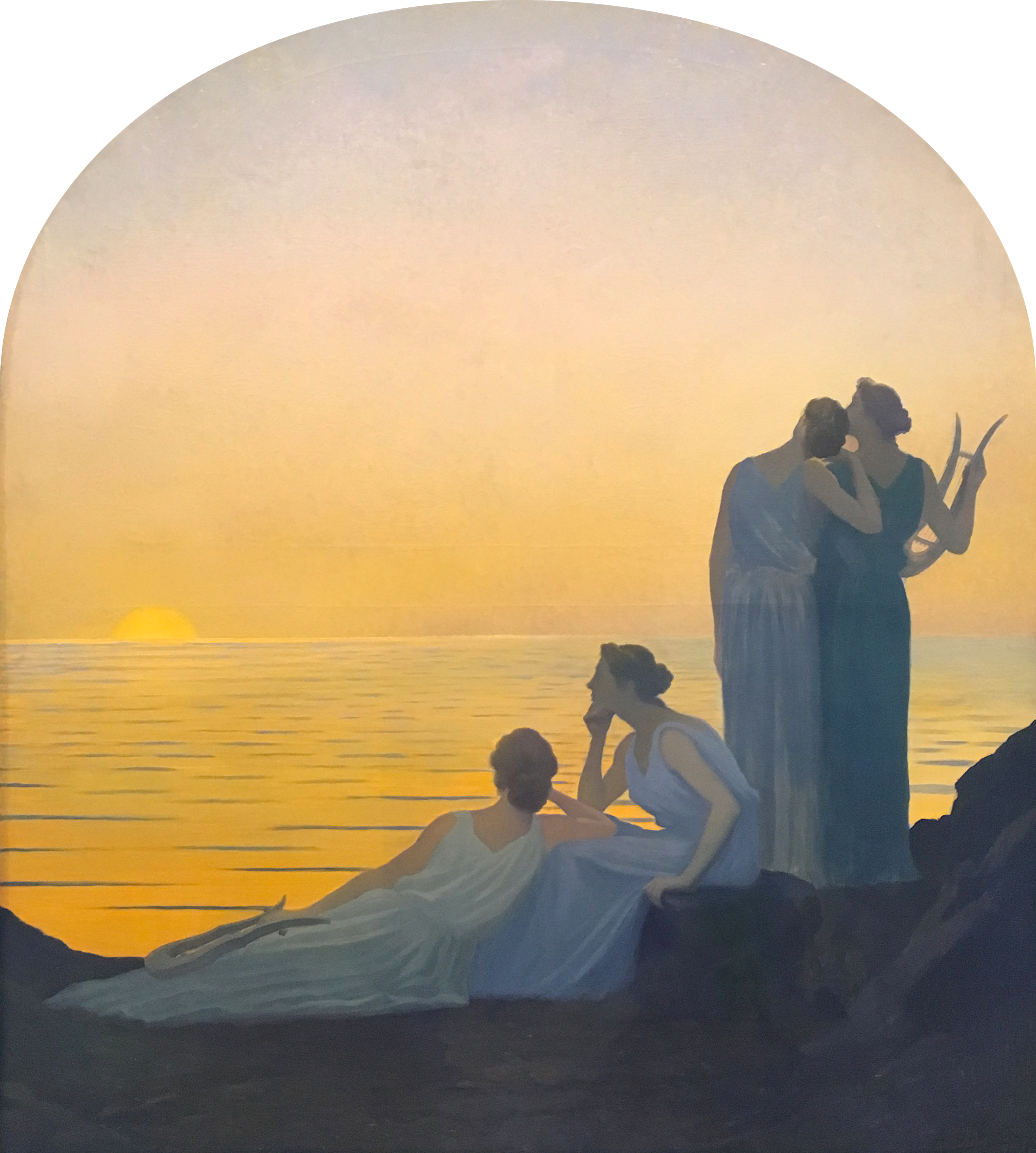
Вечер античности
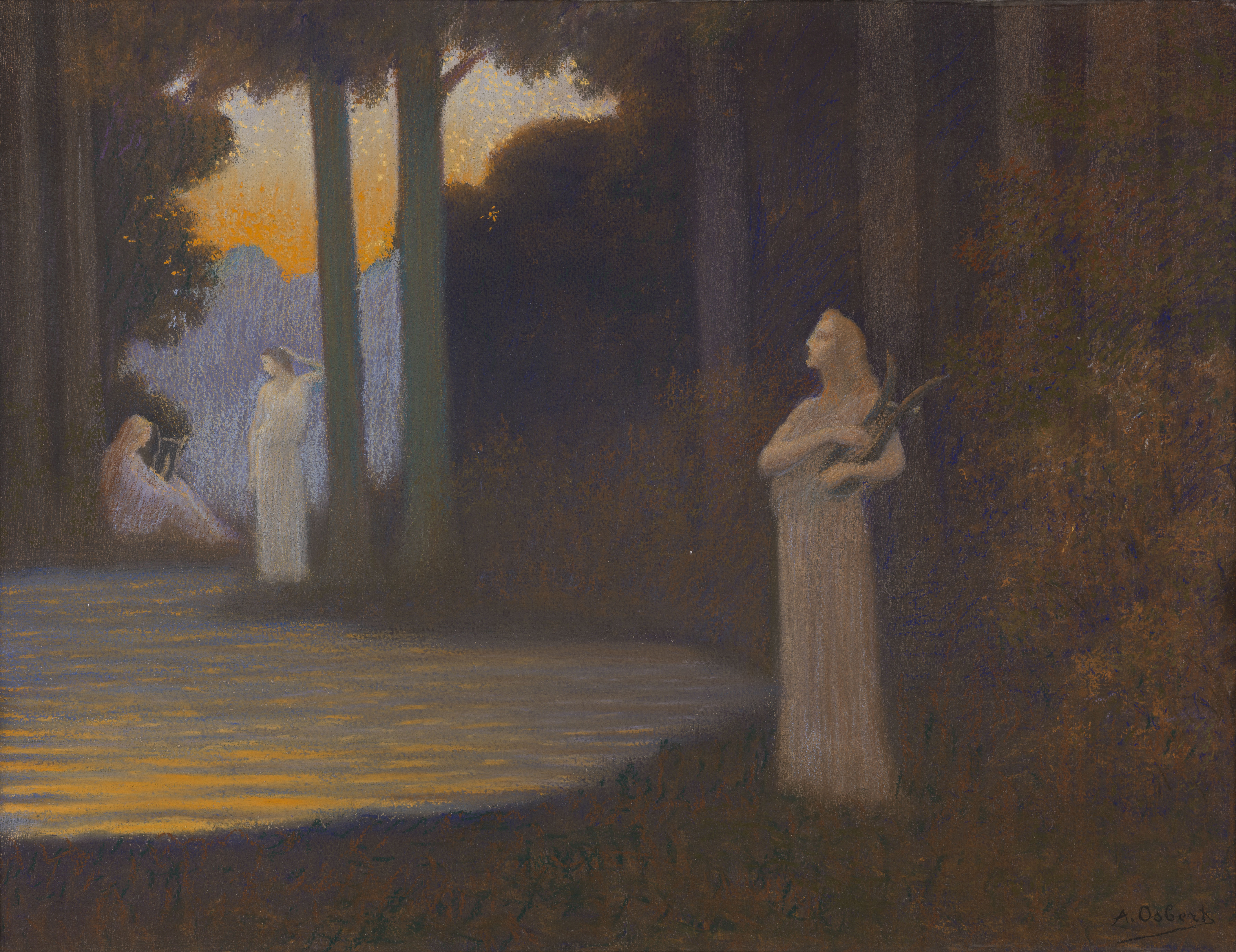
Лирика леса (1883)
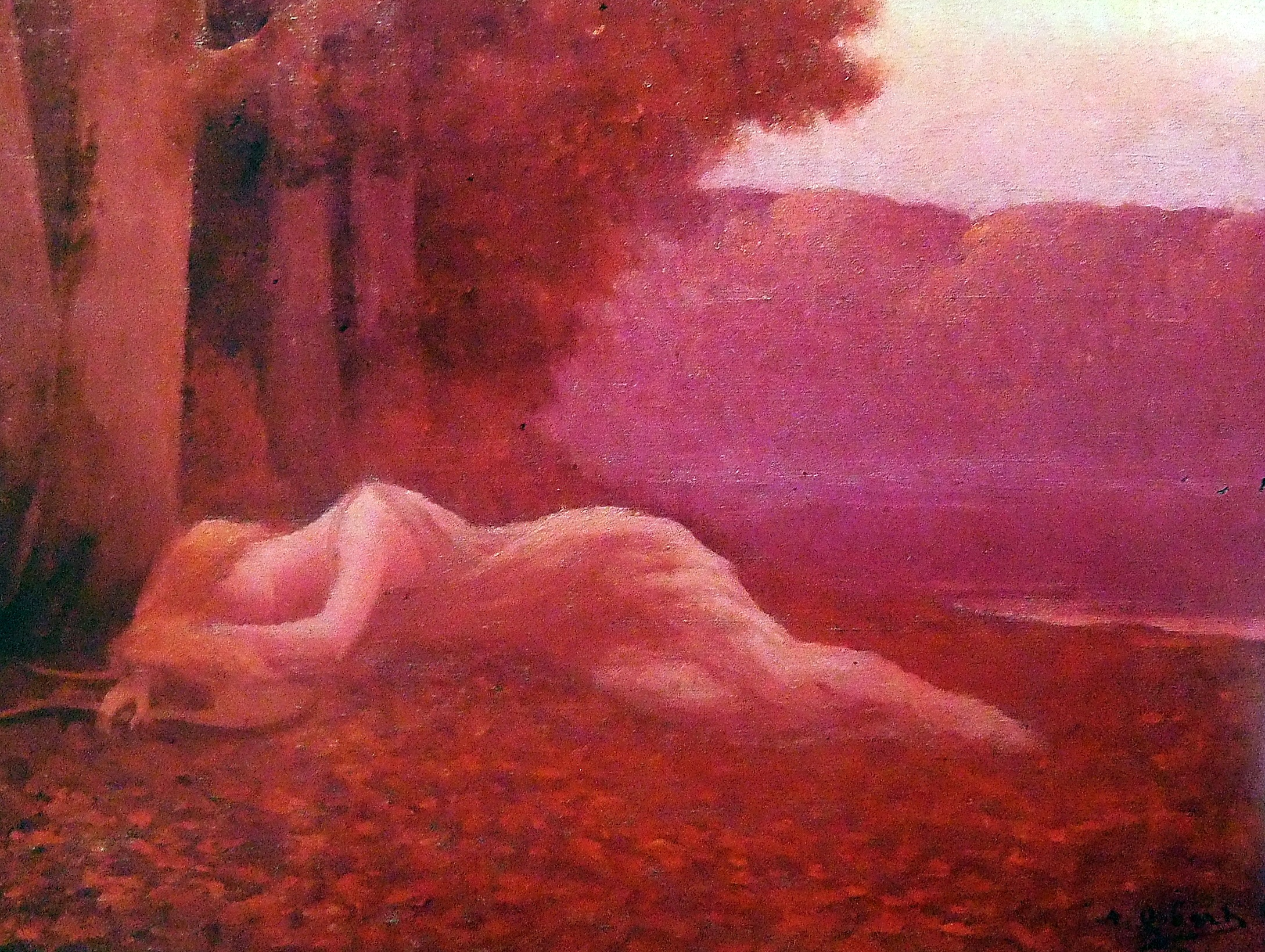
Спящая нимфа
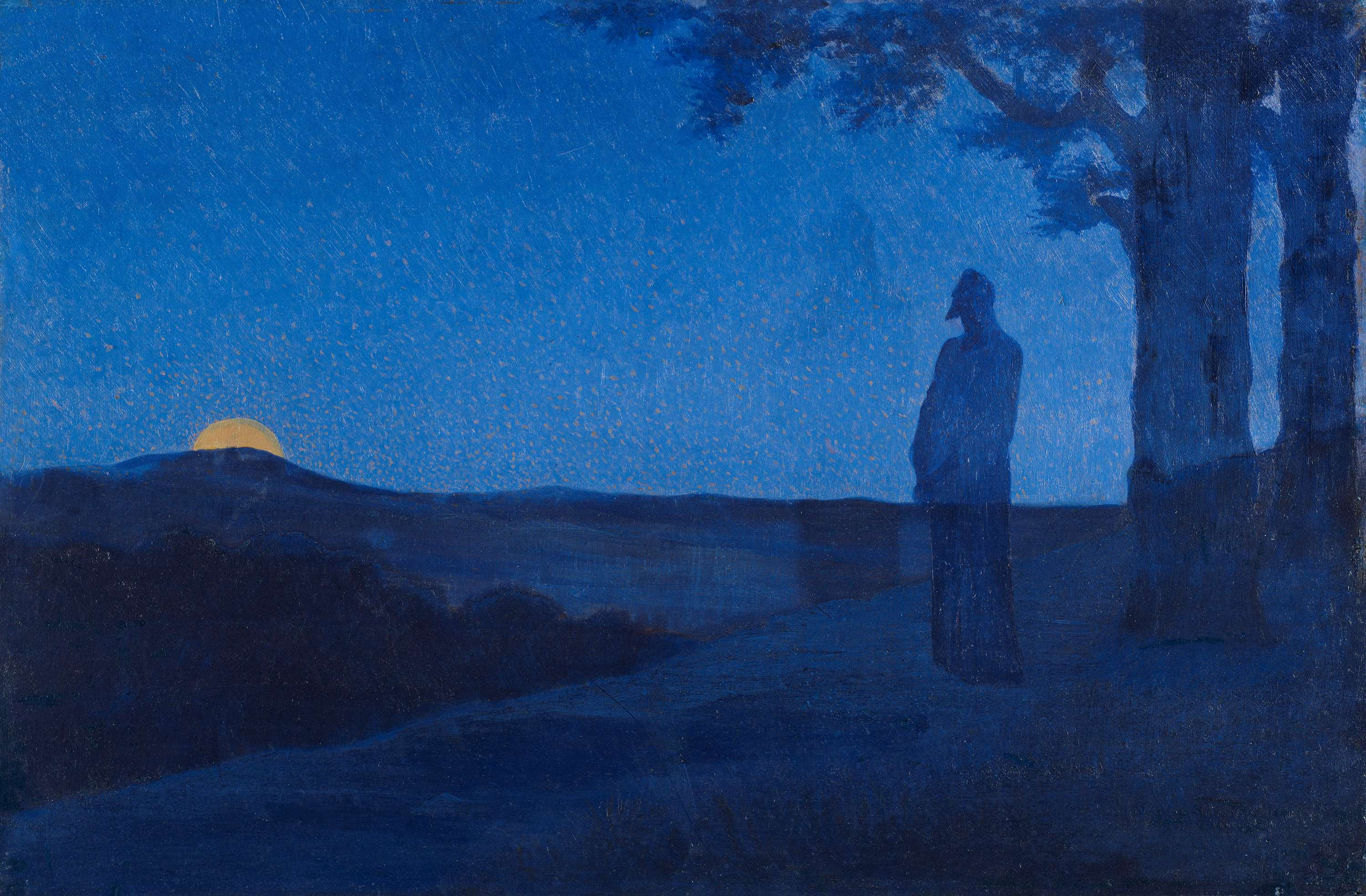
Одиночество Христа (1897)

1. ↑  Свидетельство о рождении — С. 23.
2. ↑  Свидетельство о смерти — С. 3.